# José A. Ottenwalder
José Alberto Ottenwalder (* 14. Oktober 1949 in Santo Domingo, Dominikanische Republik) ist ein dominikanischer Zoologe und Naturschützer. Er gilt als einer der weltweit führenden Experten in der Schlitzrüsslerforschung.

## Leben
Ottenwalder erwarb 1970 den Bachelor in Medizin an der Universidad Nacional Pedro Henríquez Ureña. 1981 erhielt er die Licenciatura in Biologie an der Universidad Autónoma de Santo Domingo. 1982 schrieb er sich an der University of Florida ein, wo er 1985 zum Master of Science in Populationsökologie graduiert wurde. Das Thema seiner Abschlussarbeit war der Populationsstatus von Meeresschildkröten in der Dominikanischen Republik. 1991 wurde er mit der Dissertation The Systematics, Biology, and Conservation of Solenodon unter der Leitung von John F. Eisenberg (1935–2003) zum Ph.D. in Zoologie und Ökologie promoviert.
Von 1994 bis 2000 war er nationaler Projektkoordinator der Dominikanischen Republik beim Biodiversitätsprojekt der Global Environment Facility (GEF) im Rahmen des Entwicklungsprogramms der Vereinten Nationen. Seit 2001 ist Ottenwalder Leiter des Medio Ambiente, Salud & Seguridad Ocupacional Aerodom (Abteilung für Umwelt, Gesundheit und Sicherheit am Flughafen Santo Domingo).
Ottenwalder weist umfangreiche tiergärtnerische Fachkenntnisse auf und besitzt einen Hintergrund in Naturschutzbiologie. Er war unter anderem mehrere Jahre als Forschungsleiter im ZooDom, dem Nationalzoo der Dominikanischen Republik, tätig. Darüber hinaus bekleidete er die Position des Direktors für ein nationales Projekt zur Reform der Umweltpolitik sowie der nationalen Strategie und des Aktionsplans zur biologischen Vielfalt der Dominikanischen Republik. Des Weiteren fungierte er als Mitvorsitzender der IUCN/SSC-Spezialistengruppe für westindische Leguane, die heute als Iguana Specialist Group bekannt ist.
Ottenwalder war maßgeblich an der Gestaltung der Exponate für Meeresschildkröten, Rosaflamingos, Hispaniola-Schmuckschildkröten, die durch die Ausbeutung durch den Menschen und die Hybridisierung mit den in der Region immer häufiger vorkommenden Rotwangen-Schmuckschildkröten bedroht sind, sowie Spitzkrokodile (deren Populationen auf Hispaniola im Wesentlichen auf zwei Salzseen, einen in Haiti und einen in der Dominikanischen Republik, beschränkt sind) beteiligt.
Ottenwalders Hauptaugenmerk gilt den Schlitzrüsslern, von denen er die Taxa Solenodon arredondoi (1993) und Solenodon paradoxus woodi (2001) erstbeschrieb.
Ottenwalder ist Co-Autor der Bücher The birds of Parc National La Visite and Parc National Pic Macaya, Haiti (mit Charles A. Woods, 1986), Stewardship plan for the national parks and natural areas of Haiti (mit Charles A. Woods und Florence E. Sergile, 1992), The Birds of Hispaniola, Haiti and the Dominican Republic: An Annotated Checklist (mit Allan R. Keith, James W. Wiley und Stephen C. Latta, 2003) und Hispaniola: A Photographic Journey through Island Biodiversity, Biodiversidad a Través de un Recorrido Fotográfico (2007). 1999 wirkte er neben Robert Powell und Sixto J. Incháustegui am Kapitel The Hispaniolan Herpetofauna: Diversity, Endemism, and Historical Perpectives, with Comments on Navassa Island des Buches Caribbean Amphibians and Reptiles von Brian I. Crother mit.

## Dedikationsnamen
2024 wurde die fossile Schlitzrüsslerart Solenodon ottenwalderi zu Ehren von José Ottenwalder benannt.